# Tabor (gmina Tabor)
Tabor – wieś w Słowenii, siedziba gminy Tabor. W 2018 roku liczyła 496 mieszkańców.